# Apatite
Con il termine di apatiti vengono comunemente denominati alcuni minerali con formula generica Ca5(PO4)3[F, OH, Cl], in particolare la clorapatite, la fluorapatite e l'idrossiapatite. Questi minerali fanno parte a loro volta del gruppo dell'apatite definito dall'IMA.
Le apatiti vanno considerate strutture ioniche e di conseguenza sono caratterizzate da un elevato punto di fusione (oltre i 1400 °C) e notevole durezza.

## Etimologia
Fu descritta dal mineralogista tedesco Abraham Gottlob Werner nel 1786, che ne derivò il nome dal verbo greco apatáo (io inganno) a indicarne la natura ingannatrice.. Infatti, nella storia, questa pietra fu molte volte scambiata con altri minerali a causa della vastissima gamma di colori di cui dispone che varia dal giallo al blu elettrico.

## Specie
L'International Mineralogical Association (IMA) riconosce tre specie, denominate in funzione dell'anione prevalente:
- Clorapatite Ca5(PO4)3Cl
- Fluorapatite Ca5(PO4)3F
- Idrossiapatite Ca5(PO4)3(OH)

La fluorapatite, sebbene si trovi in natura in varietà più o meno pure, riveste una peculiare importanza in ambito geologico essendo costituente dei maggiori depositi minerali di sali di fosforo.

L'idrossiapatite invece, nonostante la sua abbondanza in forma minerale sia piuttosto limitata, è un composto di notevole importanza in ambito medico e biologico poiché la sua struttura è squisitamente legata al fosfato basico di calcio, componente principale delle ossa.

## Struttura
La struttura globale cristallografica del sale dipende principalmente dalle caratteristiche dell'anione PO43- e soprattutto dalla sua geometria di tipo tetraedrico che non è molto dissimile da quella di una sfera nella quale il tetraedro può essere inscritto. Il monostrato di struttura bidimensionale che deriverà dall'intima associazione di questi anioni avrà di conseguenza una disposizione a simmetria esagonale.
La struttura tridimensionale pluristratificata derivante a sua volta dalla sovrapposizione di più monostrati tenderà invece al minimo ingombro, dunque l'ingombro sterico di ogni gruppo fosfato si sistemerà secondo questo imperativo energetico nell'incavo ideale lasciato dall'associazione di tre ingombri sferici degli strati sotto e soprastanti. In ultima analisi, a strati alterni, i monostrati si troveranno nella stessa posizione ed ogni anione PO₄3- sarà a contatto con altri 6 anioni.
Da questa struttura cristallina deriva la formazione di tunnel d'importanza non trascurabile. Essi infatti vengono di solito occupati da ioni calcio, ossidrilici e floruro. Inoltre proprio la natura ionica del cristallo permette la sostituzione di ioni del reticolo con altri di analoga grandezza e carica come tutti gli alogeni, AsO43-, HPO42-, Sr2+, Ba2+, Pb2+.

### Parametri cristallografici

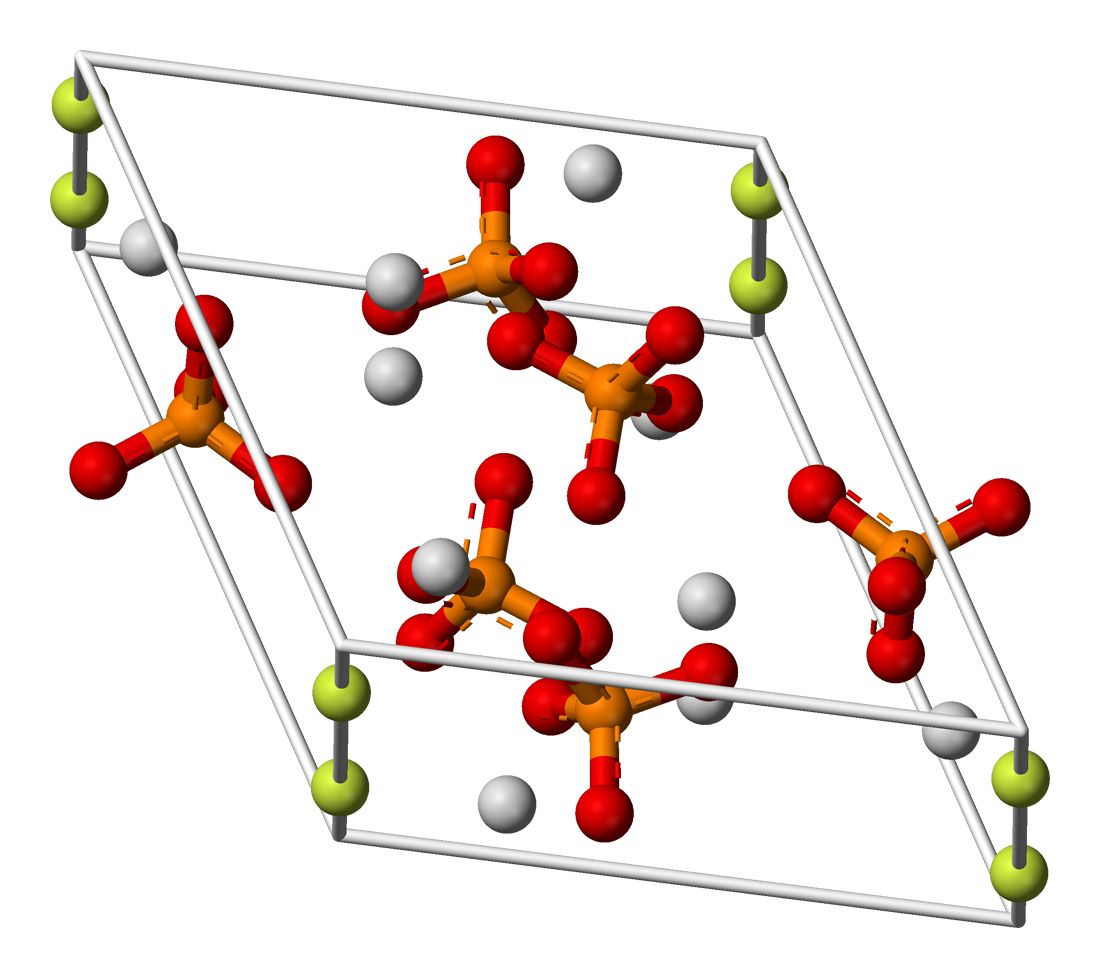
Cella unitaria dell'apatite.

- Parametri della cella unitaria: a = 9,367, c = 6,884, Z = 2; V = 523,09
- Densità calcolata = 3,20

## Giacimenti importanti
- Canada

Yates mine, Otter Lake, Pontiac RCM, Outaouais, Québec
Liscombe, Cardiff Township, Comté d'Haliburton, Ontario (varietà trilliumite)
- Francia

Carrière Barbin, Nantes Loire-Atlantique
- Portogallo

Mines de Panasqueira, Panasqueira, Covilhã, District de Castelo Branco

## Presenza sulla Luna
I campioni di roccia lunare raccolti dagli astronauti del Programma Apollo contengono tracce di apatite. Una più accurata analisi di questi campioni condotta nel 2010 ha rivelato tracce di acqua intrappolata nel minerale sotto forma di gruppi ossidrilici, portando ad una stima del contenuto di acqua sulla superficie lunare di almeno 64 parti per miliardo (cento volte più elevata della stima precedente) e che potrebbe anche arrivare fino a 5 parti per milione.
Se questa apparentemente piccola quantità di acqua intrappolata nei minerali fosse ipoteticamente trasformata tutta in liquido, sarebbe in grado di ricoprire l'intera superficie lunare con circa un metro d'acqua.

## Galleria d'immagini

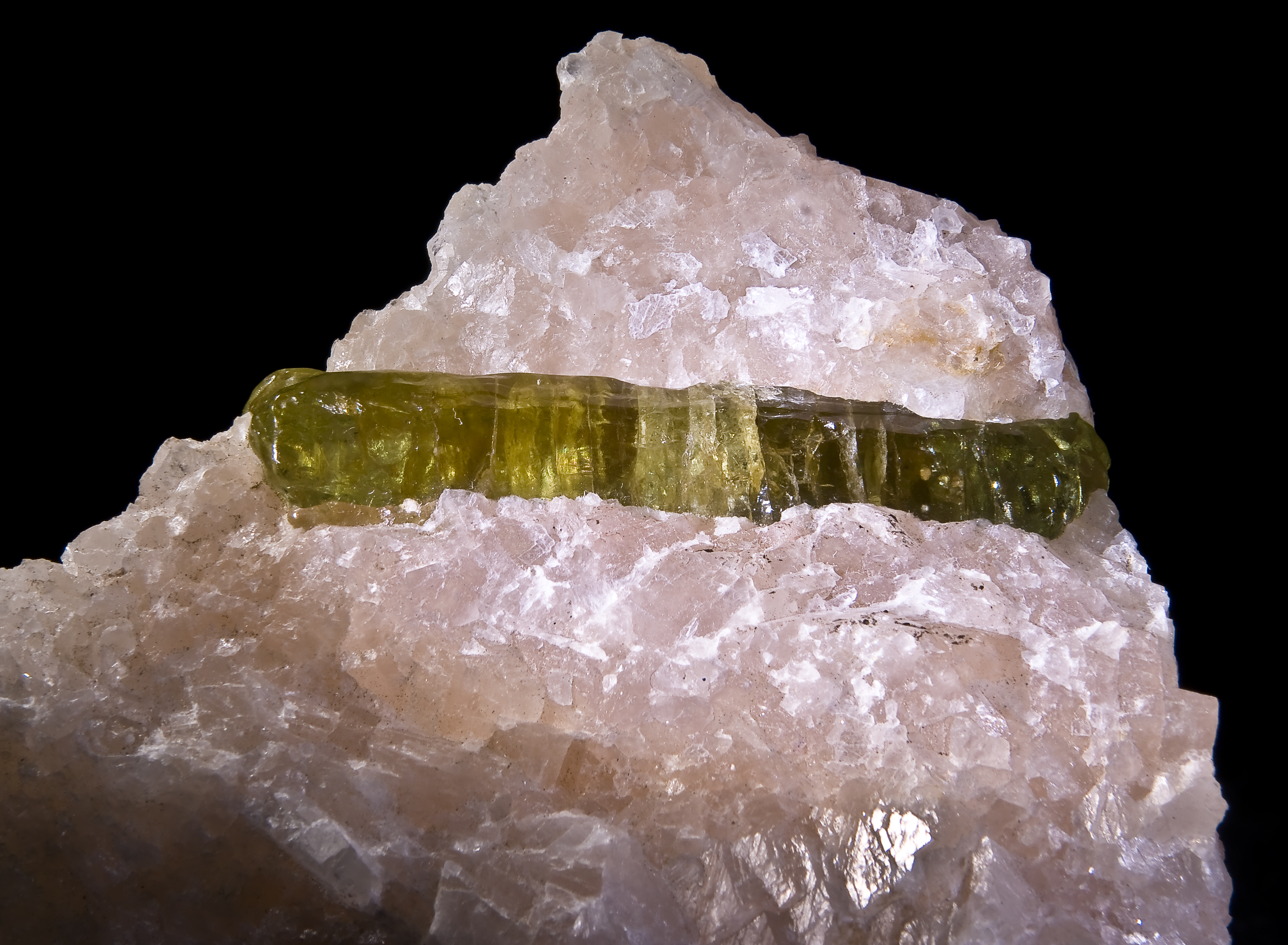
Fluorapatite varietà Trilliumite - Liscombe su calcite, Ontario; cristallo da 4,6 cm
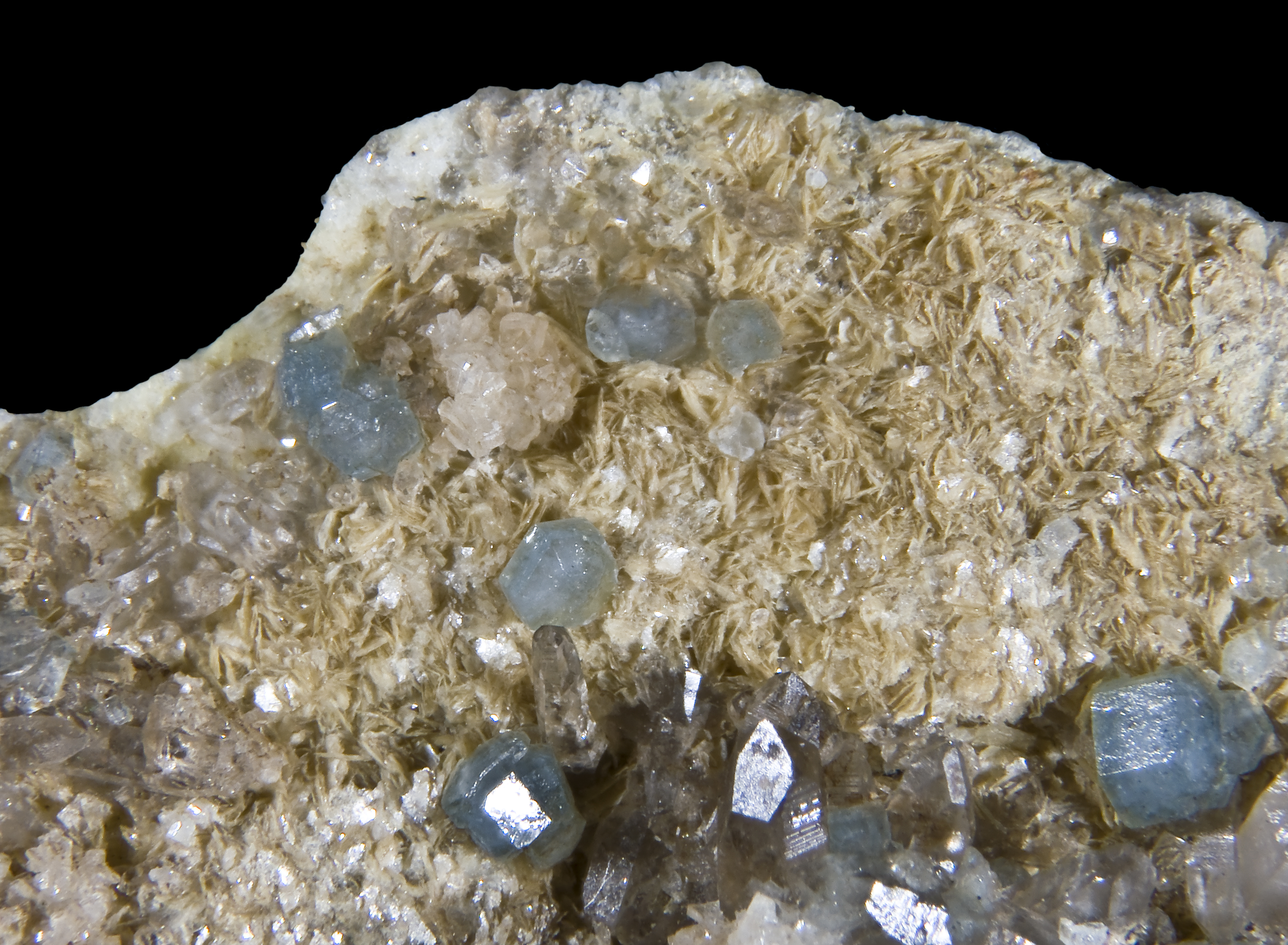
Apatite - Nantes, Francia
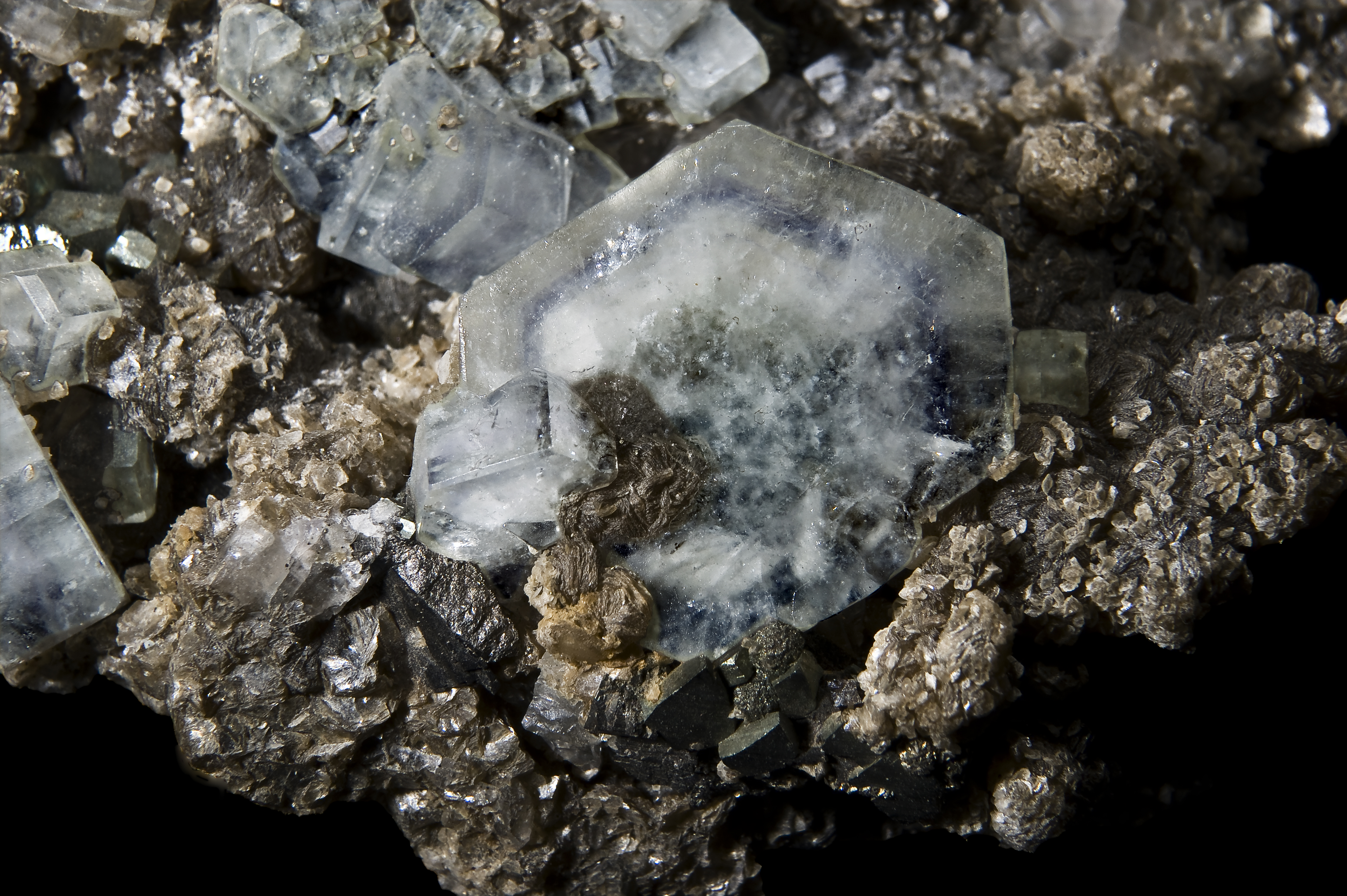
Apatite - Panasqueira, Portogallo
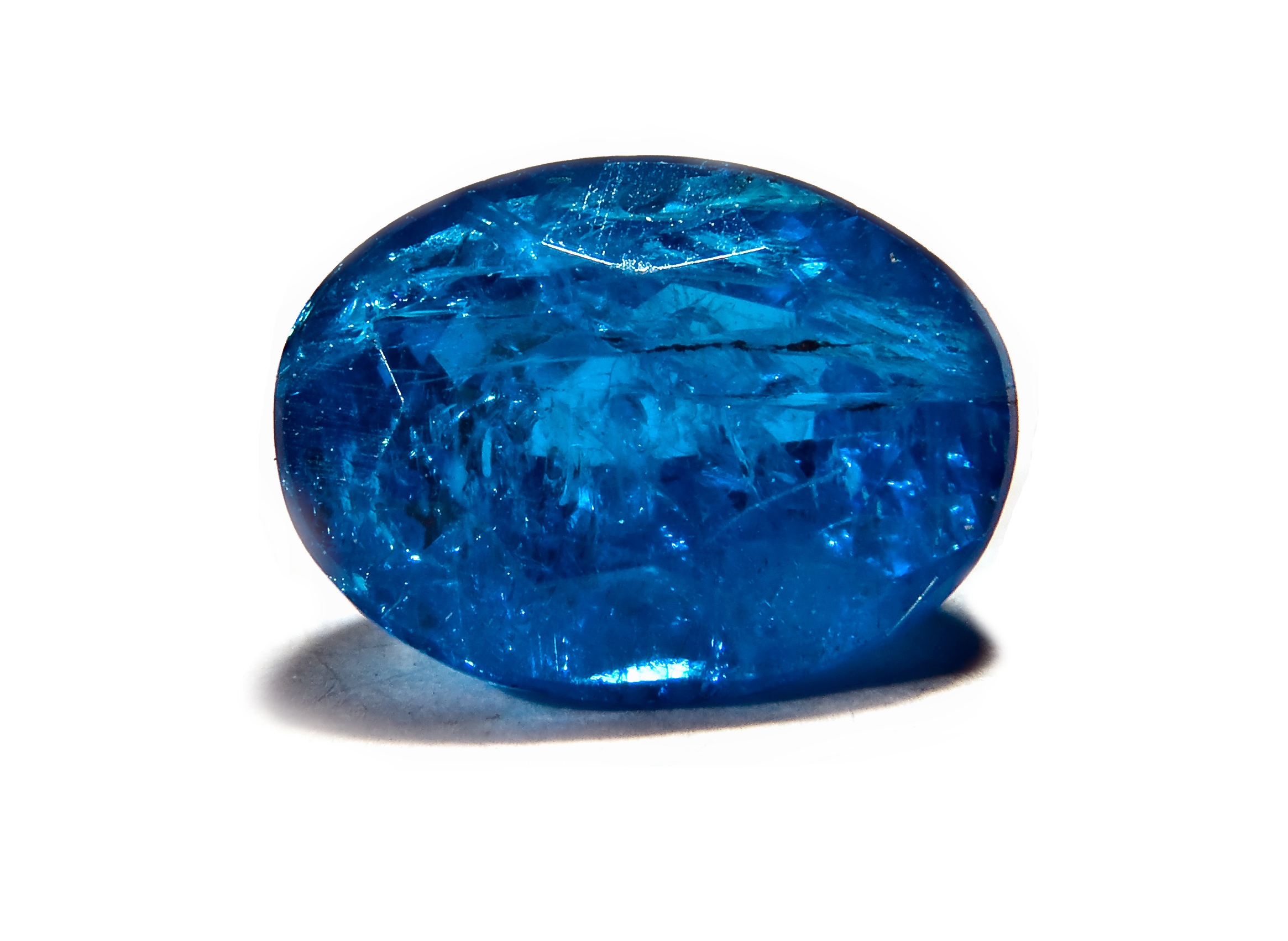
Apatite tagliata da 0,98 Ct, Brasile